# Ханчейське нафтогазоконденсатне родовище
Ханчейське нафтогазоконденсатне родовище – гігантське родовище у Тюменській області Росії, у межиріччі Пуру і Таза.

## Геологічна інформація
На родовищі виявили 9 газоконденсатних, 9 газових, 1 газоконденсатонафтовий, 1 газонафтовий, 1 нафтогазоконденсатний та 2 нафтові поклади пластово-склепінного та литологічно-екранованого типів. Майже всі запаси пов’язані із валанжинським ярусом (нижня крейда). 
Колектори – пісковики із лінзовидними вкрапленнями глин.
Станом на 2017 рік початкові видобувні запаси газу Ханчейського родовища за російськими категоріями А+В+С1 оцінювались у 106 млрд м3. Крім того, станом на 2004-й за родовищем рахувалось 13,4 млн тон конденсату та 2,3 млн тон нафти.

## Розробка
Родовище відкрили у 1990 році.
Розробка почалась в 2001-му із газу та конденсату, а в 2007-му узялись за видобуток нафти. Проектна річна потужність промислу – 5,2 млрд м3. Станом на початок 2017-го накопичений видобуток склав 43 млрд м3 газу.
Видача продукції відбувається по газопроводу Ханчейське – Східно-Таркосалинське та конденсатопроводу Ханчейське – Східно-Таркосалинське.
Роботи на родовищі провадить компанія «Новатек».